# Stanley Morison
Stanley Morison (Wanstead, Essex, 6 de mayo de 1889-11 de octubre de 1967) fue un hombre conocido por sus grandes conocimientos en la rama de la tipografía, y por eso se le considera una de las figuras más importantes en la historia de la imprenta.

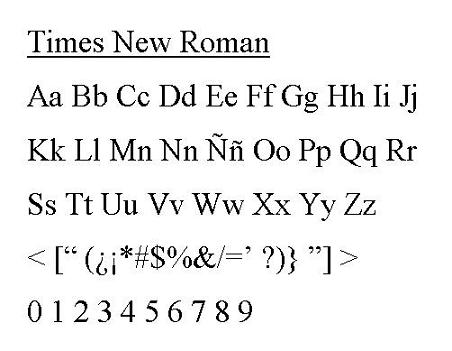
Ejemplo de la tipografía Times New Roman.

Desde joven tuvo que abandonar la escuela para comenzar a trabajar. Sin embargo, el que no tuviera una educación en el ambiente tipográfico y de imprenta no fue un impedimento para él, ni para su desarrollo en esta área. Stanley se vio fuertemente influenciado por la religión católica, más que nada en el área de la imprenta. Una vez que se convirtió en católico desarrolló un gran interés por algunos escritos católicos, y por algunos otros libros impresos.
Gracias a su interés por la lectura de varios escritos, Morison aprende sobre los aspectos del ámbito tipográfico, es decir, la historia, cómo utilizarla, y cómo hacer uso de los espacios y las medidas en el diseño de los libros. Así, se convierte en experto en imprenta y comienza a trabajar en el periódico The Imprint (La Imprenta) en los años de 1913 y 1914. Posteriormente, durante los años de 1919 a 1921, trabajó para el periódico The Pelican Press.
En 1923 se convirtió en el asesor tipográfico para la corporación Ltd. Lanston Monotype en la ciudad de Londres, y durante esta época se convirtió en el editor de una revista titulada The Fleuron, donde escribe Los principios de la tipografía, publicado en el año de 1936.
Uno de los mayores reconocimientos que se le pueden atribuir a Stanley Morison es la creación de la tipografía Times New Roman, que tiene sus bases en la tipografía de estilo romano Plantin. Times New Roman es actualmente reconocida y muy usada a todos los niveles, debido a su inclusión en el sistema operativo Windows de Microsoft.
Morison continuó con su trabajo de consultor para la corporación de Monotype hasta el día de su muerte.

## Times New Roman
Morison fue consultor tipográfico del periódico The Times de 1929 a 1960; y en 1931, habiendo criticado el periódico por la mala calidad de su impresión, el periódico le encargó que produjera un nuevo tipo de letra fácil de leer para la publicación. Times New Roman, el tipo de letra que Morison desarrolló con el artista gráfico Victor Lardent, fue utilizado por primera vez por el periódico en 1932 y fue publicado comercialmente por Monotype en 1933. Morison editó History of the Times de 1935 a 1952, y fue editor de The Times Literary Supplement entre 1945 y 1948.

## Publicaciones
Algunos otros logros o publicaciones de Stanley Morison fueron:
- Four Centuries of Fine Print, London 1924.
- The Alphabet of Damianus Moyllus, London 1927.
- The Calligraphy of Ludovico degli Arrighi, Paris 1929.
- The English Newspaper, 1622-1932, Cambridge 1932.
- First Principles of Typography, Cambridge 1936.
- A Tally of Types Cambridge 1953.
- Typographic Design in Relation to Photographic Composition, San Francisco 1959.

## Trivia
- La revista tipográfica The Fleuron, editada por Stanley Morison, tuvo una vida muy corta, pues solo se publicaron siete volúmenes.
- Stanley Morison se ganó el nombre, o era conocido como, The Printer's Friend (el amigo de los impresores).
- De 1914 a 1918 fue encarcelado por su activismo como objetor durante la Primera Guerra Mundial.

- Datos: Q384501